# 心音＝鐘擺！
《心音＝鐘擺！》是Clochette在2019年7月26日發售的戀愛冒險類型成人遊戲。

## 故事簡介
小町谷總司郎居住的冴馬町在三十年前神秘隕石掉下來之後，所生出的小孩開始甦醒了超能力，小町谷總司郎雖然也擁有能力但還無法控制得當，因此在靜海學園的理事長邀請下，決定到學園裡學習控制能力的方法。

## 登場角色
小町谷總司郎
作品男主角。靜海學園一年級生，年紀其實比澄香大，但因為能力覺醒時睡了一年。超能力是讀他人的心，但常因無法控制得當而暴走，並造成嚴重的頭痛。
神代澄香（聲：小鳥居夕花）
總司郎的同班同學，學園長的女兒。個性親切，有著強烈的使命感，希望對學園的經營盡一份心力。認為能夠讀取人心的總司郎是很特別的人物。
小町谷菜砂（聲：桃山いおん）
總司郎的妹妹，但因為總司郎睡了一年的關係，在學校是總司郎的學姐。在學園中是最強的超能力者。對於重新見面的總司郎態度很冷淡。
帶刀千早（聲：桃井莓）
澄香的青梅竹馬，劍道場的女兒。劍術高強。對幽靈不拿手。
綾森莉露
一年級生，就讀總司郎的隔壁班。個性活潑的少女。喜歡享受美食。
館之川瞑（聲：飴川紫乃）
莉露的同班同學，科學天才少女。有著自己的研究室，喜歡吃冰，同時也喜歡在暖桌裡睡覺。

## 主題曲
片頭曲
作詞：橋本美雪，作曲：宮崎京一、Yo-Hey，編曲：飯田涼太，主唱：AiRI
片尾曲
作詞：橋本美雪，作曲：，編曲：，主唱：AiRI

## 評價
《心音＝鐘擺！》在Getchu.com舉辦的美少女遊戲大賞2019中獲得繪圖部門第3名、色情部門第5名。於「萌系遊戲大賞」2019年7月的月間賞獲得第5名。

## 外部連結
- 心音＝鐘擺！遊戲官網 （页面存档备份，存于）（日語）